# Station Aalst-Waalre
Station Aalst-Waalre is een voormalig spoorwegstation langs de vroegere Spoorlijn 18, het traject Winterslag - Eindhoven (via Valkenswaard), in de gemeente Waalre. Het station werd geopend op 20 juli 1866. De laatste trein passeerde het station op 5 november 1945. Het stationsgebouw verdween in 1950.

## Trivia
- Tegenover het vroegere station staat nog steeds een restaurant met de naam "Brasserie 't Stationskoffiehuis". Dit etablissement is in 1868 vlak na de opening van het spoortraject geopend.